# Häng dom högt
Häng dom högt (engelska Hang 'Em High) är en amerikansk western från 1968 i regi av Ted Post med Clint Eastwood i huvudrollen. Filmen hade Sverigepremiär den 18 januari 1969.

## Handling
Oklahoma 1889: Jed Cooper håller på att driva en liten boskapshjord över en liten bäck när ett gäng män omringar honom och anklagar honom för stöld av boskap. Jed visar dem ett kvitto på att han köpt boskapen lagligt, men mannen han köpt kreaturen av visar sig vara en boskapstjuv som har mördat hjordens riktige ägare. Jed säger att han inte visste nåt om mordet, men ingen tror på honom utan de hänger honom i ett träd och rider iväg. Men Jed blir räddad i sista sekunden av den federale sheriffen Dave Bliss som skär ner Jed och tar med honom till Fort Grant, där den territoriella domaren Adam Fenton fastställer att Jed är oskyldig. Jed får ett erbjudande om att bli US Marshall, vilket han accepterar, men blir samtidigt varnad av Fenton att inte döda de nio männen som lynchade honom.

## Om filmen
Filmen är inspelad vid White Sands National Monument i Alamogordo och Las Cruces i New Mexico samt i Metro-Goldwyn-Mayer Studios i Culver City, Kalifornien.

## Rollista (i urval)
- Clint Eastwood - Marshall Jed Cooper
- Inger Stevens - Rachel Warren
- Ed Begley - Captain Wilson, Cooper Hanging Party
- Pat Hingle - Judge Adam Fenton
- Ben Johnson - Marshal Dave Bliss
- Ruth White - Madame 'Peaches' Sophie
- Bruce Dern - Miller, Cooper Hanging Party
- Alan Hale Jr. - Matt Stone, Cooper Hanging Party
- Dennis Hopper - profeten
- James MacArthur - prästen